# Essilor
Essilor er et fransk firma, der specialiserer sig i design, fremstilling og markedsføring af korrigerende linser og optisk udstyr til øjenlæger. Det blev født efter fusionen af de franske virksomheder Essel og Silor i 1972. Det er især oprindelsen til Varilux.
I 2019 havde virksomheden 74.000 ansatte. Dens formand og administrerende direktør er Paul du Saillant. Hovedkontoret er baseret i Charenton-le-Pont.
Det fusionerede med den italienske koncern Luxottica den 1. oktober 2018.